# Europees kampioenschap zaalvoetbal 1999
Het Europees kampioenschap zaalvoetbal 1999 was de tweede editie van het Europees kampioenschap zaalvoetbal. Het werd van 22 februari 1999 tot en met 28 februari 1999 gehouden in Granada, Spanje.

## Gekwalificeerde teams
| Land        |
| ----------- |
| Kroatië     |
| Spanje      |
| Nederland   |
| Joegoslavië |
| België      |
| Italië      |
| Portugal    |
| Rusland     |

## Speellocatie
| Arena      | Palacio Municipal de Deportes |
| ---------- | ----------------------------- |
| Stad       | Granada                       |
| Capaciteit | 7,500                         |

## Eindtoernooi

#### Groep A
| Team        | Pnt | Pld | W | G | V  | DV | DT |
| ----------- | --- | --- | - | - | -- | -- | -- |
| Spanje      | 3   | 3   | 0 | 0 | 11 | 3  | 9  |
| Nederland   | 3   | 1   | 1 | 1 | 10 | 7  | 4  |
| Kroatië     | 3   | 1   | 0 | 2 | 8  | 14 | 3  |
| Joegoslavië | 3   | 0   | 1 | 2 | 5  | 10 | 1  |

#### Groep B
| Team     | Pnt | Pld | W | G | V  | DV | DT |
| -------- | --- | --- | - | - | -- | -- | -- |
| Rusland  | 3   | 2   | 1 | 0 | 11 | 5  | 7  |
| Italië   | 3   | 1   | 2 | 0 | 8  | 6  | 5  |
| Portugal | 3   | 0   | 2 | 1 | 4  | 6  | 2  |
| België   | 3   | 0   | 1 | 2 | 1  | 7  | 1  |

### Knock-outfase

#### Halve finale
|                  |         |       |           |                              |
| 26 februari 1999 | Rusland | 9 – 6 | Nederland | Palacio de Deportes, Granada |
| 26 februari 1999 |         |       |           | Palacio de Deportes, Granada |

|                  |        |       |        |                              |
| 26 februari 1999 | Spanje | 3 – 1 | Italië | Palacio de Deportes, Granada |
| 26 februari 1999 |        |       |        | Palacio de Deportes, Granada |

#### Kleine finale
|                  |           |       |        |                              |
| 28 februari 1999 | Nederland | 0 – 3 | Italië | Palacio de Deportes, Granada |
| 28 februari 1999 |           |       |        | Palacio de Deportes, Granada |

#### Finale
|                  |         |       |        |                              |
| 28 februari 1999 | Rusland | 3 – 3 | Spanje | Palacio de Deportes, Granada |
| 28 februari 1999 |         |       |        | Palacio de Deportes, Granada |

|  |       | strafschoppen |
|  | 4 – 2 |               |